# Souaibou Marou
Souaibou Marou, född 3 december 2000, är en kamerunsk fotbollsspelare som spelar för Coton Sport.

## Klubbkarriär
Marou kom till Coton Sport inför säsongen 2018. Han blev kamerunsk ligamästare både 2018 och 2021. Säsongen 2021/2022 blev Marou kamerunsk ligamästare för tredje gången. Han gjorde även det enda målet då Coton Sport besegrade Bamboutos FC i finalen av kamerunska cupen 2022. Marou blev sedan utsedd till bästa spelaren i Kamerun under säsongen 2021/2022.

## Landslagskarriär
I mars 2022 blev Marou för första gången uttagen i i Kameruns landslag. Han debuterade den 28 augusti 2022 i en 1–0-förlust mot Ekvatorialguinea. Den 4 september 2022 gjorde Marou sitt första mål i 2–0-vinst över Ekvatorialguinea.
I november 2022 blev Marou uttagen i Kameruns trupp till VM 2022.

## Meriter
Coton Sport
- Elite One: 2018, 2021, 2022
- Kamerunska cupen: 2022